# Bad Birnbach

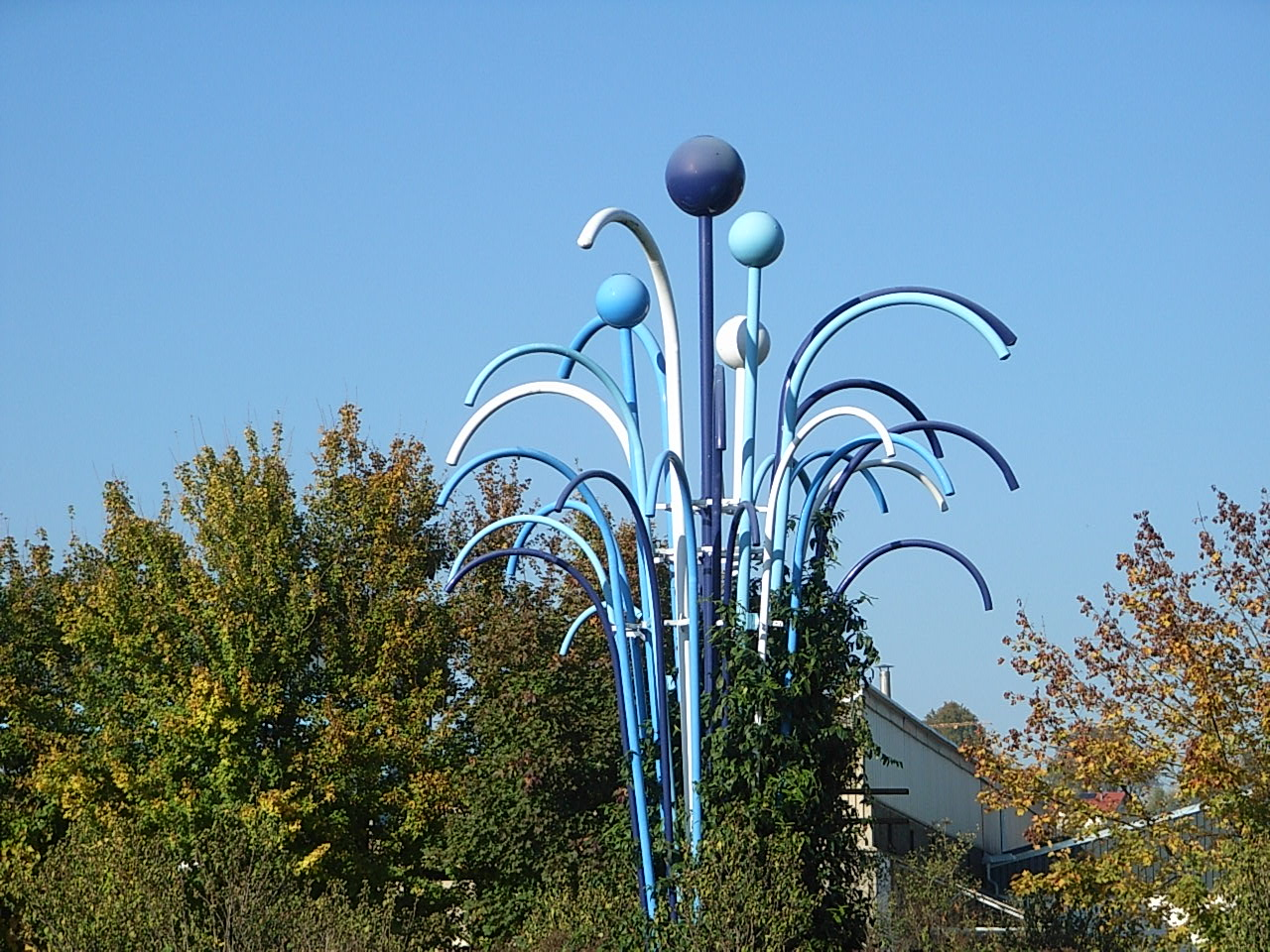
Darstellung der Thermalquelle

Bad Birnbach, bis 1987 Birnbach, ist ein Markt im niederbayerischen Landkreis Rottal-Inn und der Sitz der Verwaltungsgemeinschaft Bad Birnbach. Der Ort im Niederbayerischen Bäderdreieck ist durch sein Thermalbad, die Rottal Terme, bekannt.

## Geografie
Die Ortschaft liegt etwas erhöht über dem sanften Tal der Rott in der Region Landshut etwa 12 km östlich der Kreisstadt Pfarrkirchen, 20 km westlich von Pocking, 27 km südlich von Vilshofen sowie 43 km von Passau entfernt.
Gemeinsam mit Bad Füssing und Bad Griesbach im Rottal bildet Bad Birnbach das Niederbayerische Bäderdreieck.

### Gemeindegliederung
Die Marktgemeinde hat 85 Gemeindeteile:
- Aicha
- Armstetten
- Asenham
- Au
- Aunham
- Bad Birnbach
- Bleichenbach
- Brandstatt
- Brombach
- Brunndobl
- Dachsberg
- Dachsbergau
- Doblham
- Edmühle
- Eglgeßing
- Faberöd
- Freiling
- Gigeröd
- Gigler
- Gillöd
- Gries
- Grottham
- Grub
- Gruber
- Grubunterthanet
- Haberling
- Hagn
- Hahnöd
- Hainthal
- Hasenberg
- Hennthal
- Hirschbach
- Hofer
- Höll
- Holzhäuser
- Hölzlberg
- Holzmannhäuser
- Kager
- Kieferling
- Kinten
- Kirchberg
- Köpfertsöd
- Kynoten
- Labüchl
- Landerham
- Lederling
- Leithen
- Lengham
- Lexöd
- Mauswinkl
- Mühlham
- Naßberg
- Neudau
- Neudeck
- Nindorf
- Oberbirnbach
- Oberhitzling
- Obertattenbach
- Offenöd
- Reichertsham
- Reiterloh
- Rennöd
- Ried
- Rothenaign
- Schatzbach
- Schederaign
- Schmidsöd
- Schwaibach
- Schwertling
- Spannagl
- Spöck
- Stalleich
- Steina
- Stockert
- Stocket
- Stockhäuser
- Sturzholz
- Trautenöd
- Unterhitzling
- Untertattenbach
- Weinberg
- Wimm
- Wingrub
- Winkl
- Winten

### Nachbargemeinden
Nachbargemeinden sind Bayerbach, Bad Griesbach im Rottal, Egglham, Kößlarn und Pfarrkirchen.

## Geschichte

### Bis zum 19. Jahrhundert
Im Jahr 812 wurde Perinpah erstmals urkundlich erwähnt, als am 24. Juni dieses Jahres die Ritter Ruman und Gerhart ihre Besitzungen in Tuttinga und Perinpah dem Bischof von Passau schenkten. Pfarrer Maximilian Hartmann identifizierte in einem Beitrag in den Ostbairische Grenzmarken Perinpah mit Birnbach.
Seit dem 9. Jahrhundert war Birnbach Pfarrsitz mit einer großen Pfarrökonomie. Schon im 12. Jahrhundert ist in Birnbach ein Adelsgeschlecht erwähnt. Von 1241 bis 1248 war Albert Behaim Pfarrer in Birnbach. Seit dem 14. Jahrhundert war es ein herzogliches Amt. Während des Bayerischen Erbfolgekrieges wurde der Ort 1504 eingeäschert. Danach entwickelte sich das neue, im Kern noch heute erhaltene Birnbach. 1673 wurde es zur geschlossenen Hofmark Birnbach erhoben. Die 1483 erbaute spätgotische Kirche brannte 1675 nieder, wurde aber bald darauf wieder aufgebaut. Ihren Turm erhielt sie erst 1828 bis 1831.

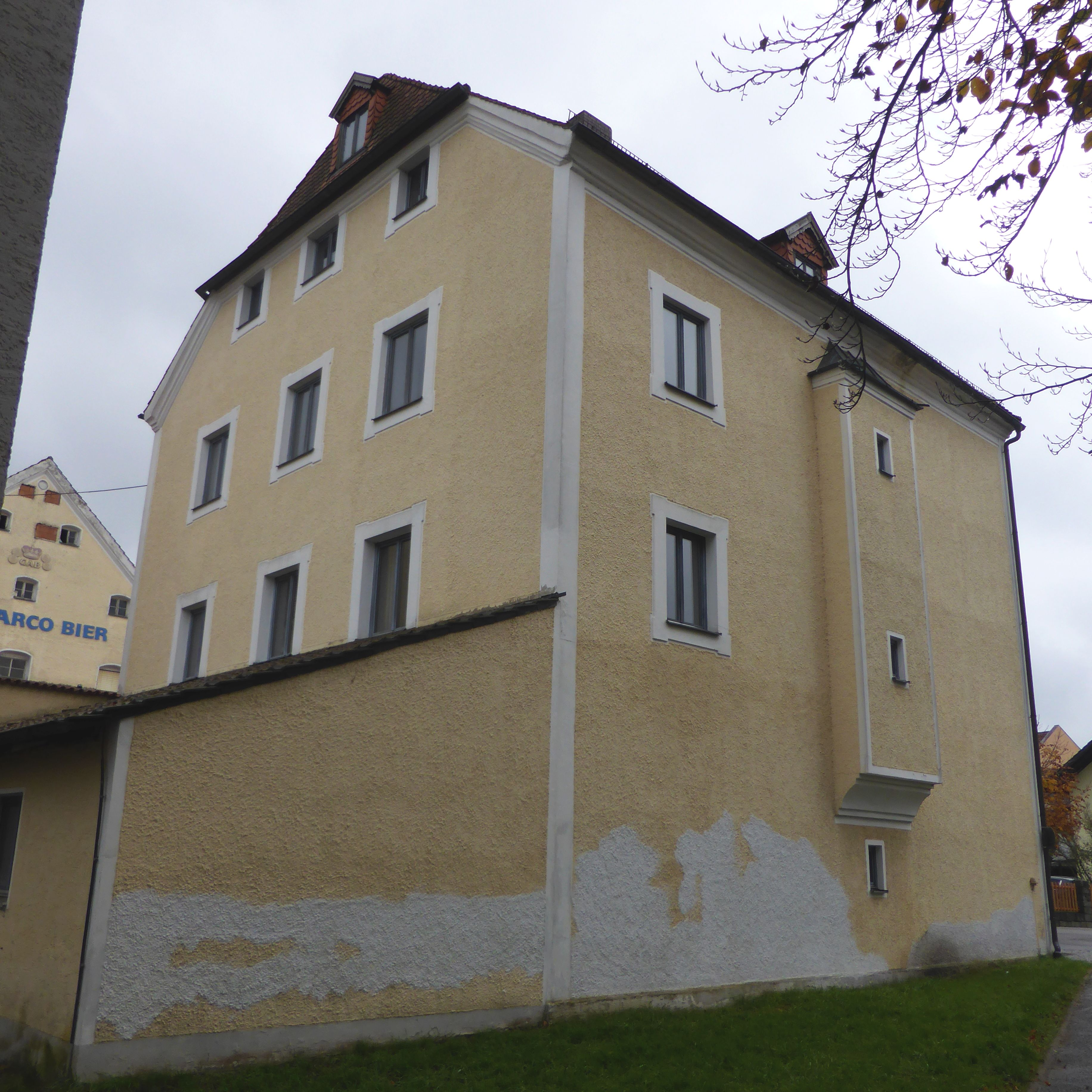
Schloss Birnbach

1677 erhielt Birnbach durch einen Kurfürstlichen Gnadenbrief erstmals das Recht, Märkte abzuhalten. Im 19. Jahrhundert erwarben die Grafen von Arco-Valley das mittelalterliche Gut unweit der Kirche und bauten eine große Brauerei auf die Grundstücke des einstigen Adelssitzes. Die Gräfliche Brauerei Arco-Valley besteht in Bad Birnbach noch heute.

### 20. Jahrhundert
1939 bohrte die Bayerische Mineralölindustrie AG bei Birnbach nach Erdöl. Statt auf Erdöl stieß man auf Thermalwasser. Auf Verfügung der Reichsregierung musste die Bohrung wieder zugeschüttet werden. Erst 1973 wurde erneut nach dem Thermalwasser gebohrt, und am 21. September 1973 entdeckte man in 1700 Metern Tiefe eine Thermalquelle. Am 23. September begutachtete man das Wasser, das sich auf einer Wiese dampfend in eine Badewanne ergoss. Der 1973 gegründete Zweckverband Thermalbad Birnbach trug die Entwicklung. 1974 erfolgte die Grundsteinlegung für ein Kurmittelhaus, das dem Typ des bayerischen Vierseithofes nachgebildet wurde. Vom Kurzentrum räumlich getrennt entstand nördlich von Birnbach der reine Urlaubsbereich.
Im Juli 1976 wurde das Thermalbad unter dem Namen Rottal Terme® eröffnet. 1979 folgte die staatliche Anerkennung des Hauptortes Birnbach als Erholungsort und von der Rottal Terme als Heilquellen-Kurbetrieb. Am 11. Dezember 1979 konnte ein Erweiterungsbau der Therme eröffnet werden. Birnbach veränderte sein Erscheinungsbild wesentlich, es entstanden ein eigener Marktplatz, umgeben von Geschäften mit Arkadengängen, ein neues Rathaus, Verkehrsamt und Postamt, Hotels, Banken und Betriebe. 1984 wurde Birnbach zur Marktgemeinde erhoben, 1987 das Prädikat Bad verliehen.

### Eingemeindungen
Am 1. April 1971 wurde Birnbach um das Gebiet der bis dahin selbständigen Gemeinde Untertattenbach vergrößert. Am 1. Januar 1972 kam ein Teil von Kindlbach hinzu. Am 1. Juli 1972 erfolgte der Zusammenschluss mit Asenham und Hirschbach.

### Einwohnerentwicklung
Zwischen 1988 und 2018 wuchs der Markt von 5079 auf 5777 um 698 Einwohner bzw. um 13,7 %.

## Religion
Der überwiegende Teil der Bevölkerung gehört zur römisch-katholischen Kirche. Katholische Gottesdienste werden in der Pfarrkirche abgehalten, im Atrium finden auch evangelische Gottesdienste statt.

## Politik

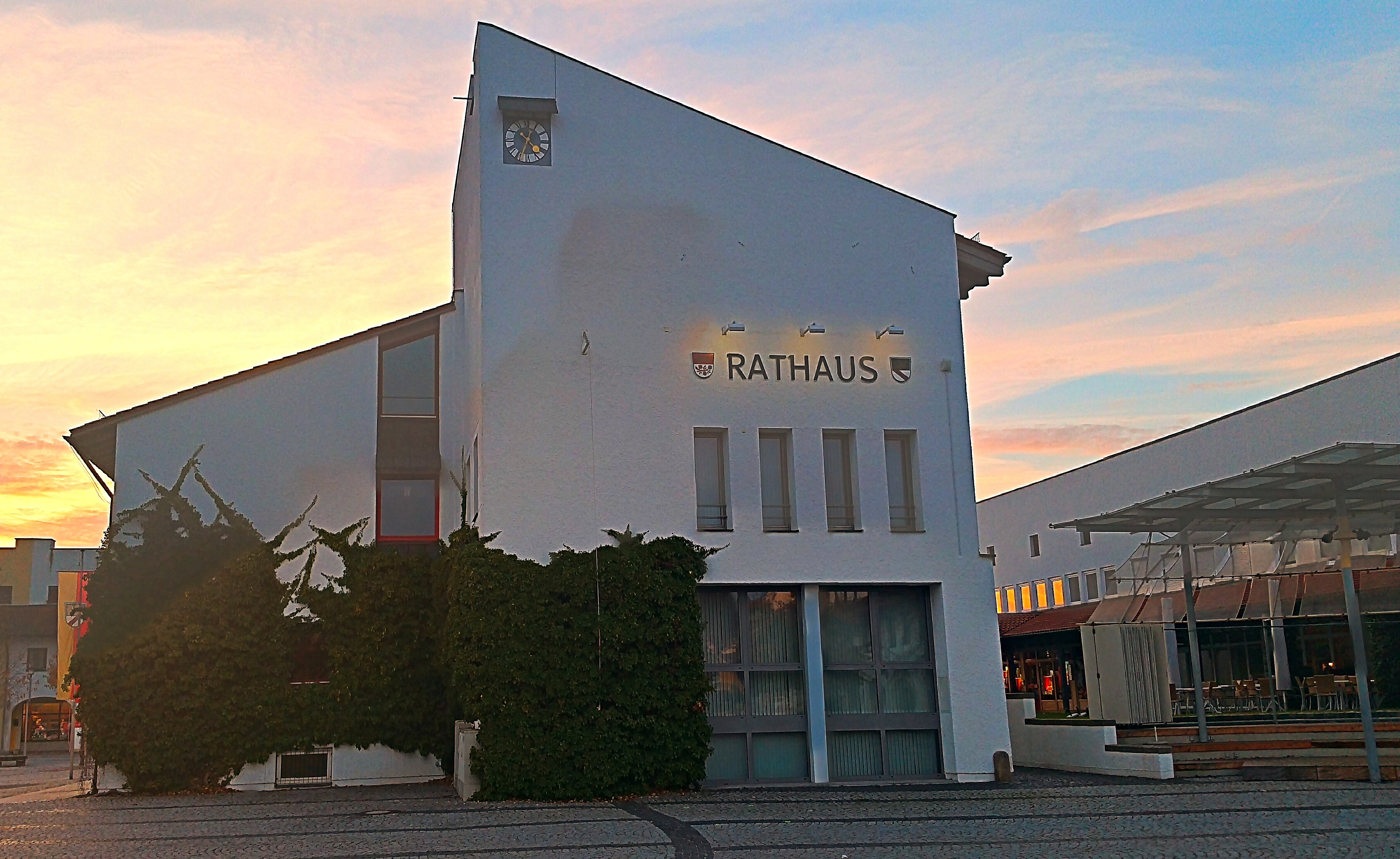
Rathaus am Neuen Markt

### Bürgermeisterin
Erste Bürgermeisterin ist Dagmar Feicht (CSU).

### Marktgemeinderat
Der Marktgemeinderat setzt sich aus dem Ersten Bürgermeister und 20 Marktgemeinderatsmitgliedern zusammen.
Die Kommunalwahlen 2002, 2008, 2014 und 2020 führten zu den folgenden Sitzverteilungen im Marktgemeinderat:
| Partei / Liste                               | Sitze 2002 | Sitze 2008 | Sitze 2014 | Sitze 2020 |
| -------------------------------------------- | ---------- | ---------- | ---------- | ---------- |
| CSU                                          | 6          | 6          | 4          | 5          |
| SPD                                          | 2          | 1          | 1          | 1          |
| Freie Wählergemeinschaft Hirschbach-Brombach | 4          | 4          | 3          | 4          |
| Tattenbacher Liste                           | 2          | 2          | 2          | 2          |
| Wählergemeinschaft Asenham                   | 2          | 2          | 2          | 1          |
| Wählergemeinschaft Schwertling               | 2          | 1          | 1          | 2          |
| Unabhängige Wähler                           | 1          | 1          | 1          | 1          |
| Wählergemeinschaft Schwaibach                | 1          | 2          | 1          | 1          |
| Freie Bürgerliste                            | n. a.      | 1          | 1          | n. a.      |
| Unabhängige Liste                            | –          | –          | 4          | 3          |
| Gesamt                                       | 20         | 20         | 20         | 20         |
|                                              |            |            |            |            |
| Wahlbeteiligung                              |            |            | 55,1 %     | 56,8 %     |

### Wappen
| | Blasonierung: „Geteilt von Rot und Silber; oben eine goldene Hirschstange, unten ein roter Rosenzweig.“ |
| Wappenbegründung: Aus mehreren ehemaligen Adelsherrschaften wurden für eine Repräsentation im neuen Gemeindewappen wegen ihrer besonderen Bedeutsamkeit für die geschichtliche Entwicklung der beteiligten Orte eine Seitenlinie der Grafen von Tattenbach als Hofmarksinhaber in Hirschbach (mit dem redenden Wappen einer Hirschstange) sowie die ab 1670 in Birnbach ansässige Familie von Schmid, aus der der bayerische Kanzler Caspar von Schmid (* 1622; † 1693) entstammte (Wappen: Rosenzweig), ausgewählt. Durch die Farbgebung Silber und Rot wird zudem auch der Gemeindeteil Brombach angesprochen, da diese Farben in den Wappen einiger Inhaber dieser früheren Hofmark, namentlich der Familien v. Prachbeck, v. Venningen und v. Molzer dominieren. Wappenführung Seit 1973 | |

## Wirtschaft und Infrastruktur

### Verkehr
Bad Birnbach liegt an der Bahnstrecke Passau–Neumarkt-Sankt Veit sowie an der B 388.

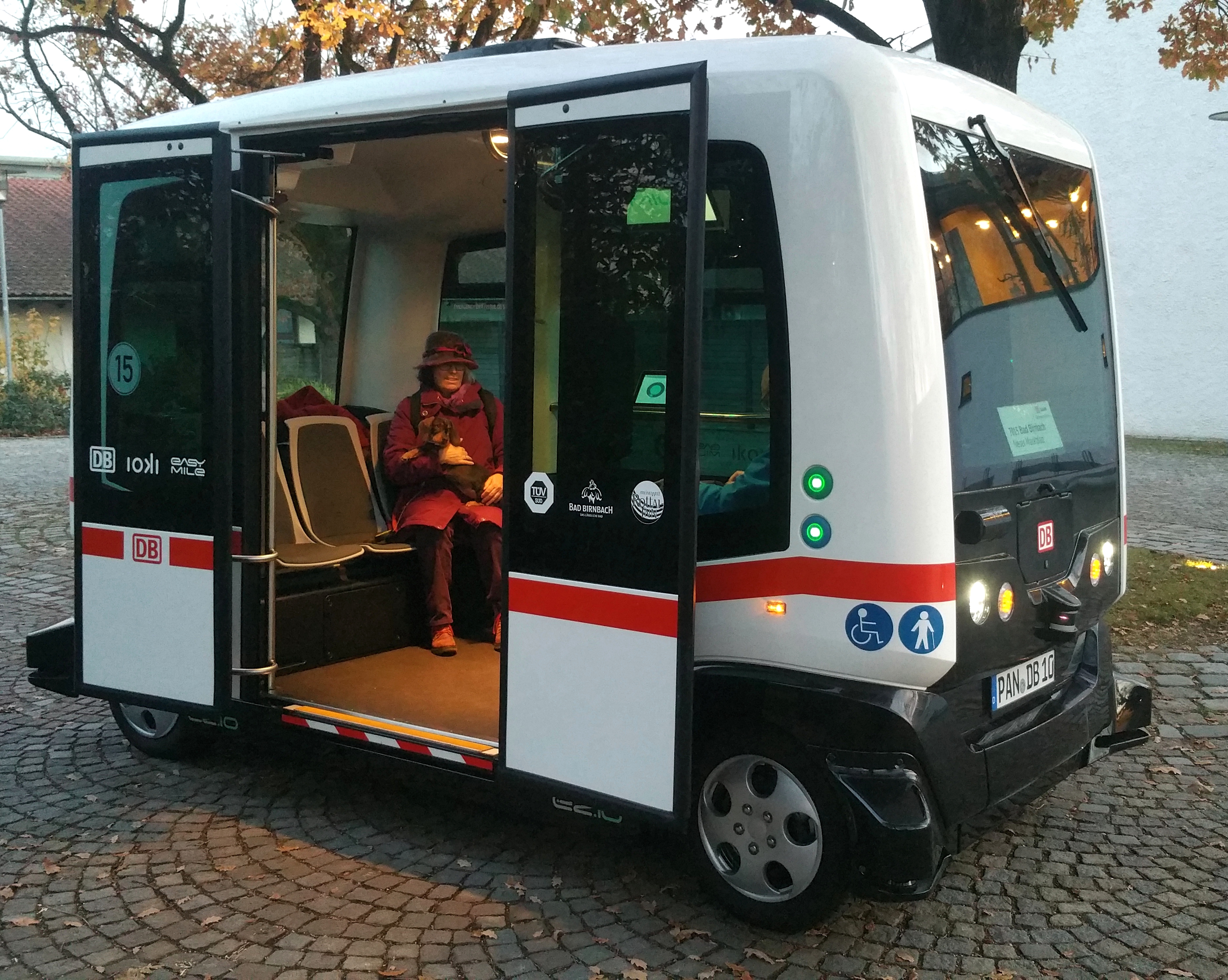
Autonomes Fahren mit dem E-Kleinbus EZ10 von Easymile

In Bad Birnbach wird seit 2017 der erste autonome (fahrerlose) Bus im Linienverkehr in Deutschland getestet. Er bedient die Linien 7015 und 7016 des Landkreises Rottal-Inn. Am 31. Dezember 2024 wurde das Projekt zumindest vorläufig eingestellt.

### Tourismus
Der größte Wirtschaftsfaktor ist der Tourismus. Aufgrund der Eröffnung der Rottal Terme wurden seit 1976 viele Hotelanlagen und Appartementhäuser gebaut; die Übernachtungskapazität liegt mittlerweile bei etwa 4280 Gästebetten in 146 Unterkünften.

### Rottal Terme

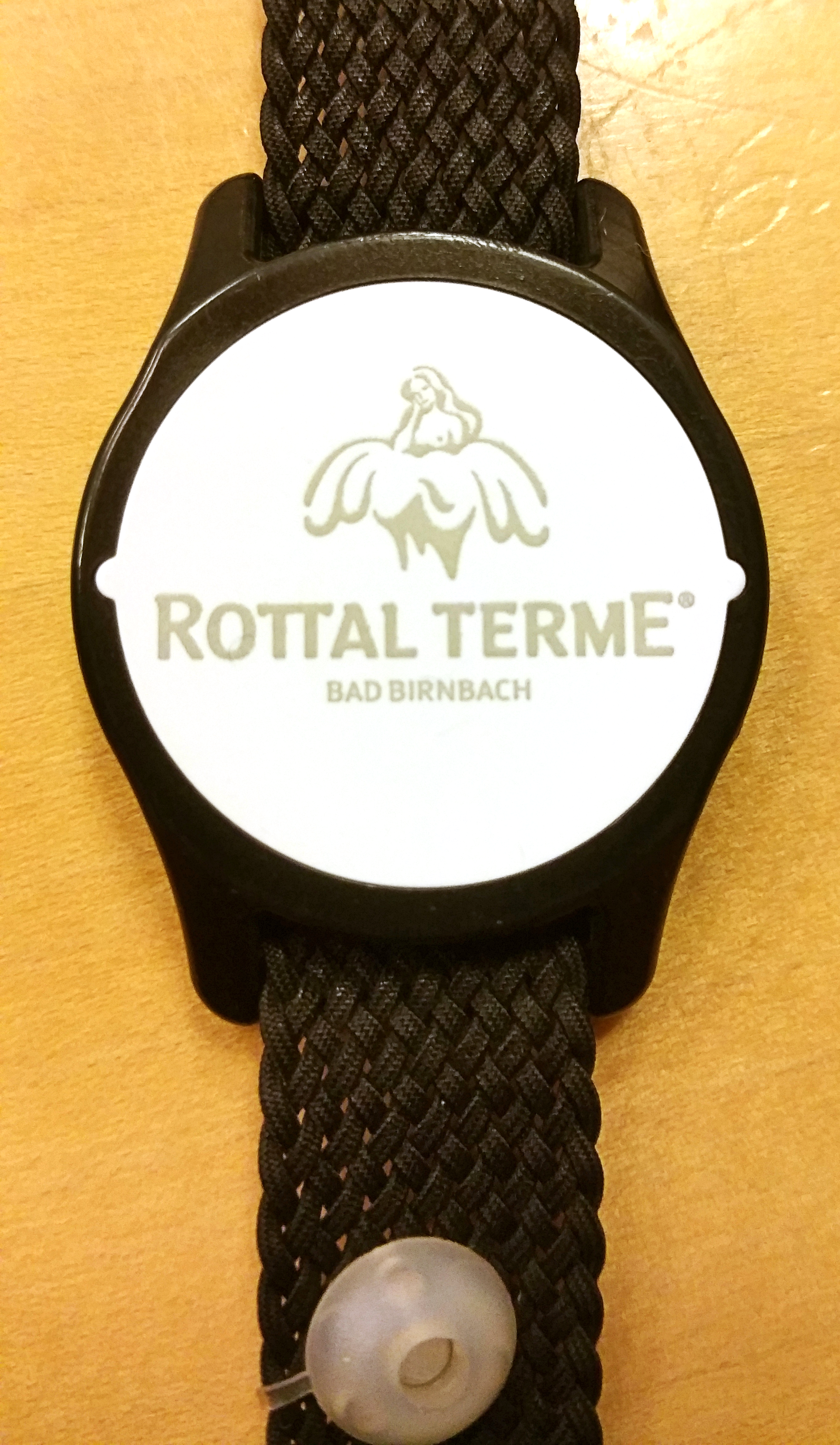
Chipband für den Badebereich der Rottal-Terme

Das Kurmittelhaus Rottal Terme Bad Birnbach ist als Heilquellenkurbetrieb staatlich anerkannt und beihilfefähig. Die Auslauftemperatur der Chrysantiquelle bzw. Konradsquelle beträgt je nach Entnahmemenge bis zu 70 °C. Beide Quellen gehören dank der hohen Wassertemperatur zu den wärmsten Thermal-Mineralquellen Mitteleuropas. Insgesamt verfügt die Rottal-Terme über 31 Becken. Die Therme ist unterteilt in Therapiebad und Vitarium. Das Vitarium ist zudem unterteilt in eine Thermenwelt und eine Saunawelt.
Die Thermalquellen der Rottal Terme sind Fluoridhaltige Natrium-Hydrogencarbonat-Chlorid-Quellen. Behandelt werden damit u. a. deformierende Gelenkerkrankungen, chronische entzündliche rheumatische Erkrankungen, chronisch degenerative Wirbelsäulenerkrankungen und Weichteilrheumatismus.

### Bildungseinrichtungen
In Bad Birnbach sind eine Grund- und Mittelschule sowie eine Musikschule und eine staatlich anerkannte Berufsfachschule für Krankengymnasten, Masseure und med. Bademeister ansässig.

### Freizeit
Das Freizeitangebot des Kurortes umfasst ein Sport- und Freizeitzentrum mit mehreren Tennisplätzen und -hallen, Fußballplätzen, einer Inlineskatebahn, einer Minigolfanlage, Luftgewehrschießstände, Bogenschützenplatz und vieles mehr. Zudem verfügt Bad Birnbach und dessen Umgebung über eine große Zahl an Wegen zum Wandern, Nordic Walking und außerdem zahlreiche Ausgangspunkte für Radtouren mit unterschiedlichen Ansprüchen. Die Strecken für Nordic Walking erstrecken sich über insgesamt 51 km.
Der Golfpark Bella Vista in Bad Birnbach, der vom Markt Bad Birnbach angelegt wurde, wurde im August 2007 eröffnet. Dieser verfügt über einen 18-Loch-Platz, einen 9-Loch-Kurzplatz und eine 280 Meter lange „Driving Range“.

## Kultur und Sehenswürdigkeiten

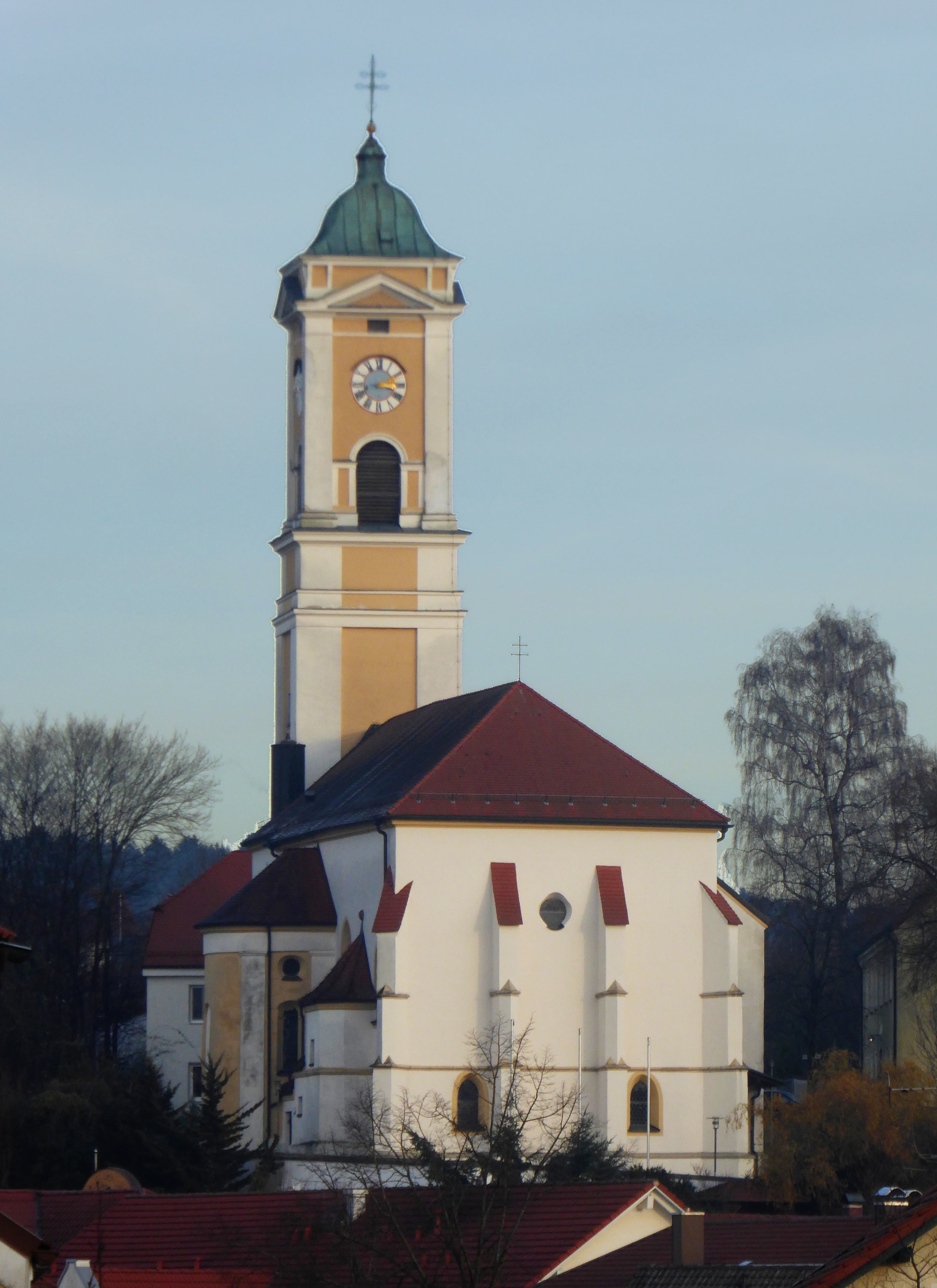
Maria Himmelfahrt

### Kirche
Die spätgotische Pfarrkirche Maria Himmelfahrt wurde 1483 erbaut und 1675 nach einem Brand erneuert. Der Turm entstand 1828. In ihrem Inneren besitzt die Kirche gotische und barocke Bauteile. Der Hochaltar ist neugotisch, der Chrysanthus-Altar in der Seitenkapelle im Rokokostil.

### Weitere Bauwerke und Sehenswürdigkeiten

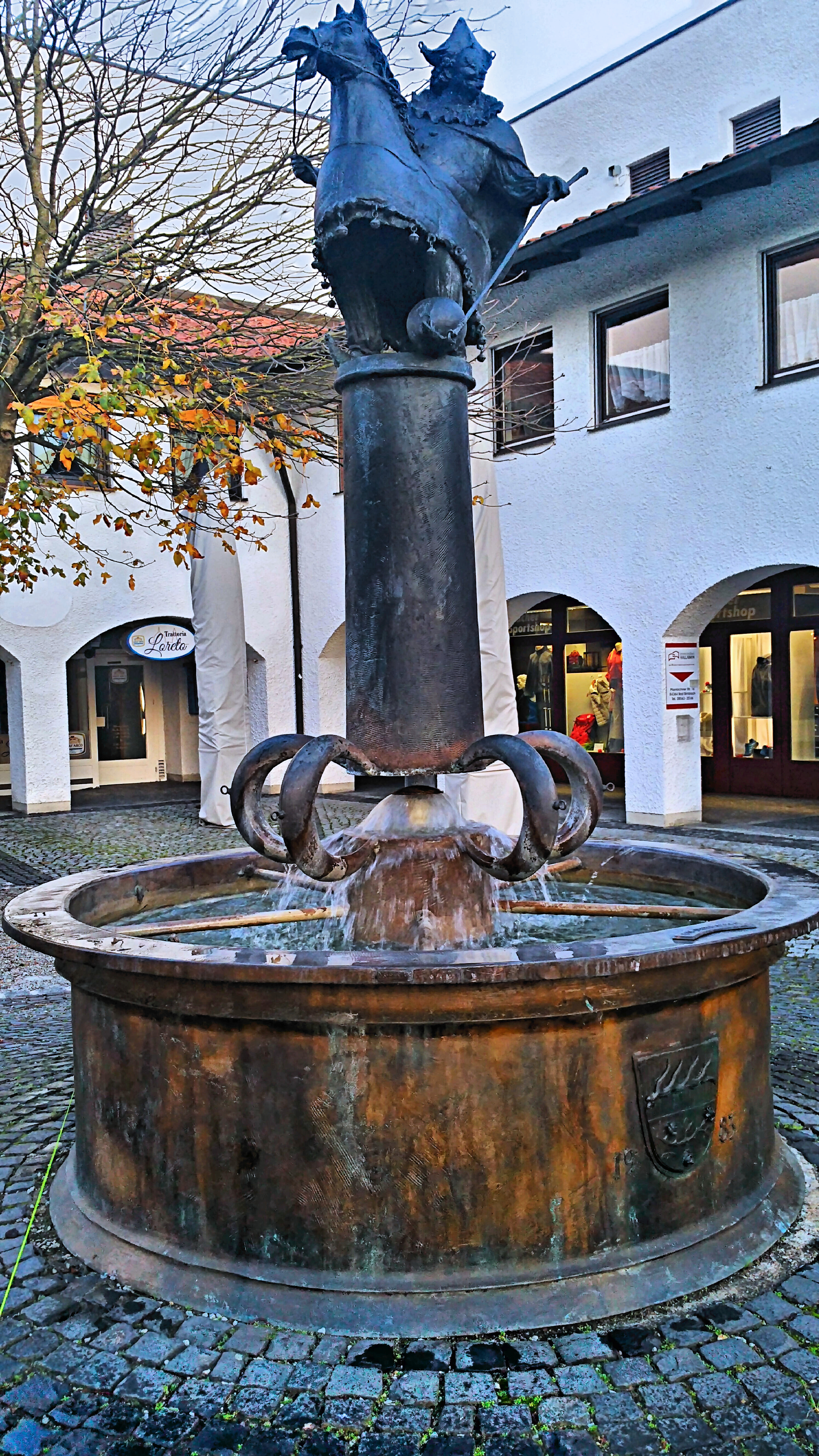
Bräunlbrunnen

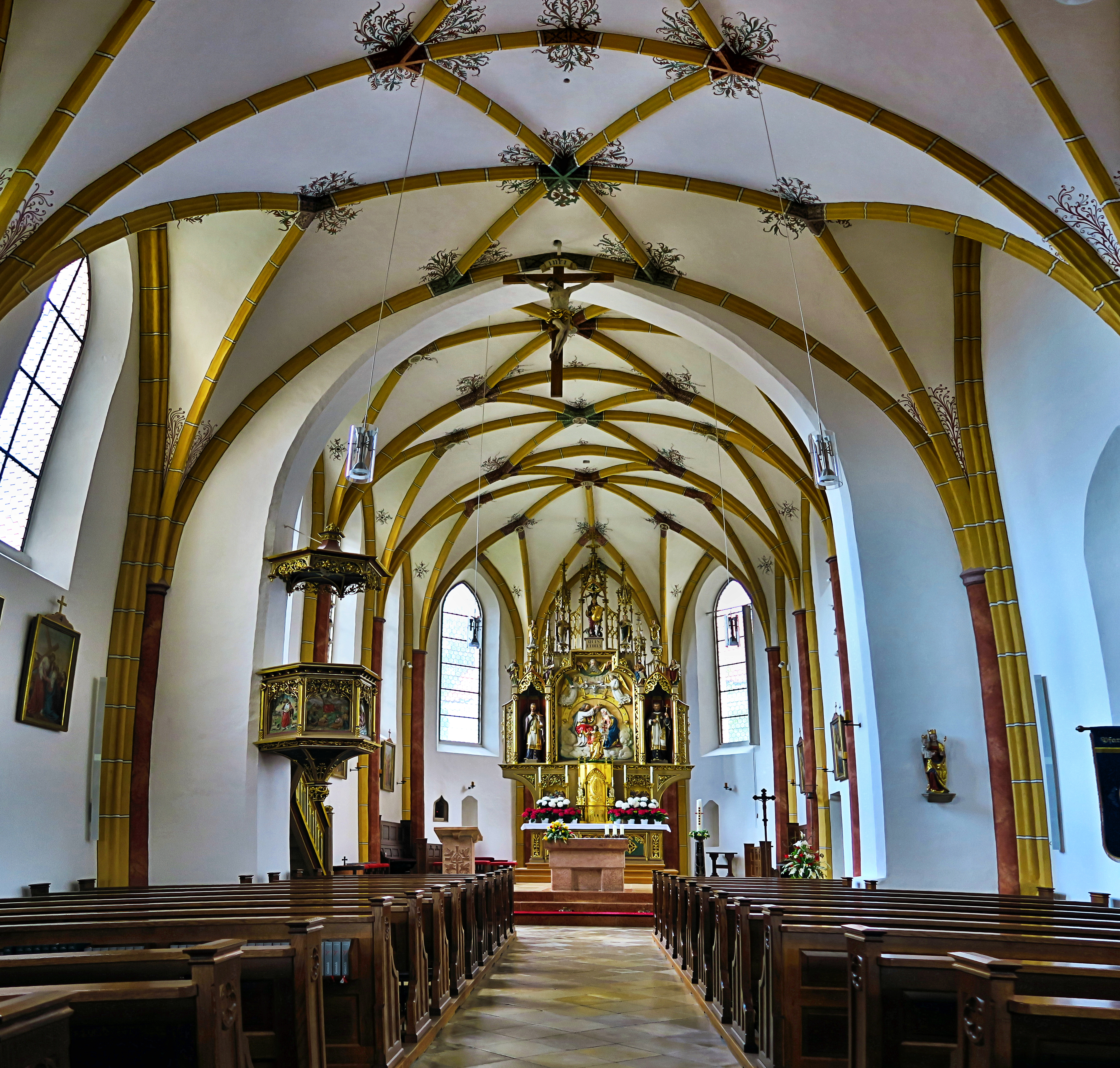
Maria Himmelfahrt, Innenraum

- Spätgotische Pfarrkirche Maria Himmelfahrt
- Bräunlbrunnen: Dieser Wasserspender steht im östlichen Teil des Neuen Marktes und wurde vom Bildhauer Josef Michael Neustifter im Jahr 1982 gestaltet. Auf der zentralen Säule steht eine Figur in Narrentracht, die auf einer steckenpferdähnlichen Pferdeattrappe reitet und eine „Saubladern“ mit sich führt. Die typischen braunen Rottaler Pferde bezeichnet das lokale Idiom als „Bräunl“. Daher die Namensgebung des Wasserspenders. Die Figur des „Faschingsbräunls“ spielt auch in der örtlichen Karnevalstradition eine zentrale Rolle.[13]
- Marienkapelle (Lengham)
- Hansl-Huber-Brunnen
- Aunhamer Hügelgräber

### Artrium

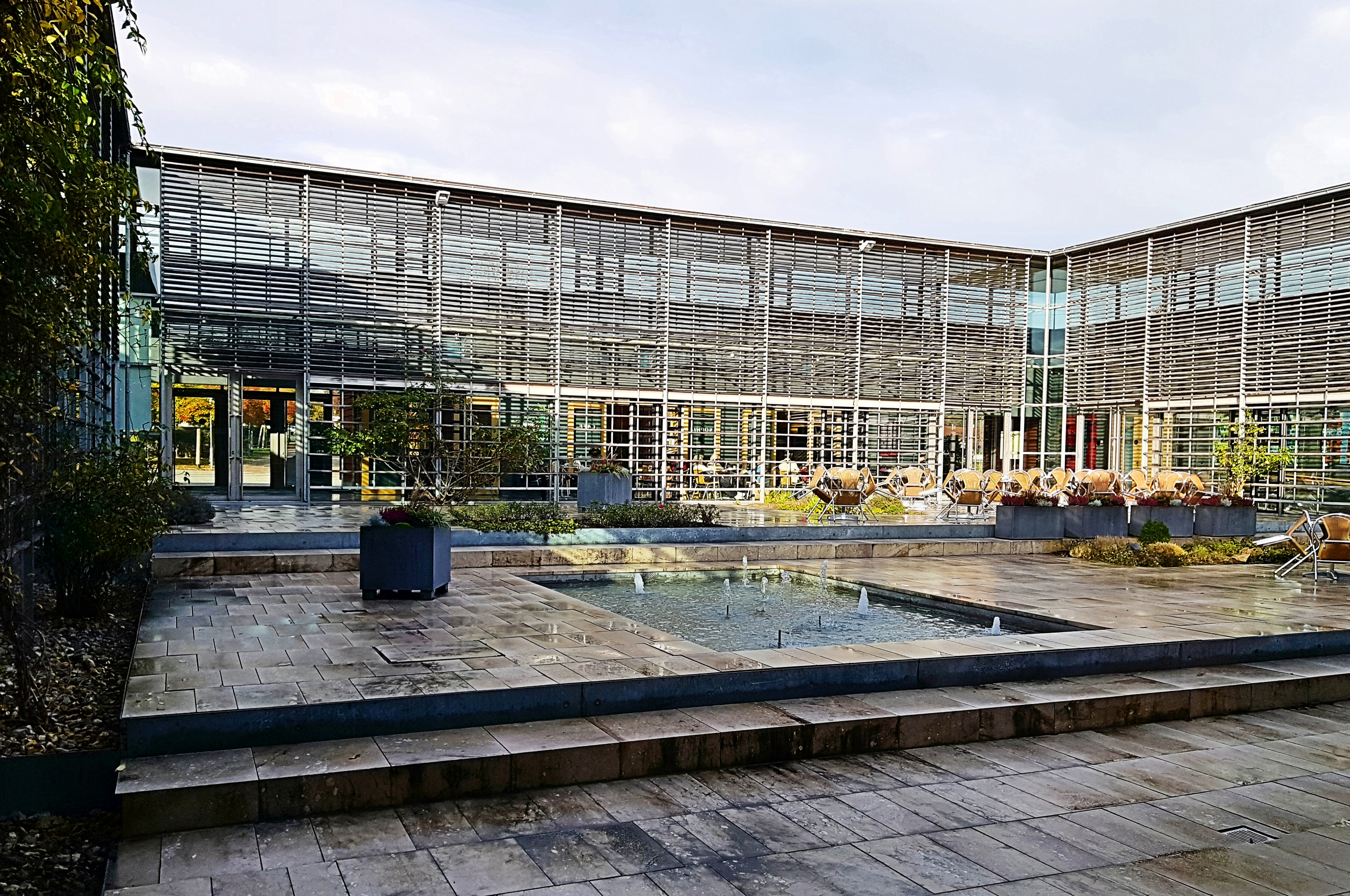
Artrium Innenhof mit Brunnenanlage

Das Anfang 2001 fertiggestellte Artrium dient als kultureller Treffpunkt. Dort werden in drei Veranstaltungsräumen u. a. Kabaretts, Konzerte, Seminare und 14-täglich evangelische Gottesdienste abgehalten. Des Weiteren ist dort ein Lesecafé mit dem Namen Sophia untergebracht. Im Café gibt neben kleinen Speisen, Kaffee und Kuchen eine umfangreiche, frei benutzbare aktuelle Sammlung an bundesweiten Tages- sowie Wochenzeitungen, Journalen, Zeitschriften und Magazinen. Neben einer öffentlichen Gästetoilette befindet sich im Artrium die Gästeinformation der Stadt Bad Birnbach und die Bibliothek Mamertus in der über 30.000 elektronische Medien für Smartphone, Tablett, E-Book-Reader oder Laptop ausleihbar sind. Im Gesamtgebäude steht für die Besucher ein kostenloses WLAN zur Verfügung.

### Regelmäßige Veranstaltungen
- Bräunlfest, Anfang Mai
- Birnbacher Sommernachtslauf, Juli
- Feuerwehr Hoargarten, erster Sonntag im August
- Habergoaß, Hexn und Rauhwuggerl, Ende November
- Erntedankfest, Ende September
- Christkindlmarkt, Ende November bis Anfang Dezember

## Persönlichkeiten

### In Bad Birnbach geboren
- Georg Reinhard von Ortenburg (1607–1666), Reichsgraf von Ortenburg 1658–1666
- Christian von Ortenburg (1616–1684), Reichsgraf von Ortenburg 1666–1684
- Rosa Kempf (1874–1948), deutsche Lehrerin, Sozialpolitikerin, Frauenrechtlerin und Pionierin der Wohlfahrtspflege
- Franz Xaver Unertl (1911–1970), Politiker (CSU)
- Monika Manz (* 1947), Schauspielerin

### Ehrenbürger
- Alois Peter, Geistlicher Rat, Pfarrer in Birnbach seit 1. August 1948, verliehen am 19. Februar 1959.